# Pascoal Carlos Magno
Pascoal Carlos Magno, född 13 januari 1906 i Rio de Janeiro, död 24 maj 1980 i Rio de Janeiro, var en brasiliansk poet, kritiker, dramatiker och diplomat. Han satt som rådman i delstaten Rio de Janeiro och var stabschef under president Juscelino Kubitschek regering. Han blev senare utsedd av Kubitschek till ansvarig för den brasilianska kultursektorn.